# Оразалы
Оразалы́ (каз. Оразәлі) — упраздненное село в Нуринском районе Карагандинской области Казахстана. Исключено из учётных данных в 2009 году. Входило в состав сельского округа Донской. Код КАТО — 355241105.

## Население
В 1999 году население села составляло 10 человек (4 мужчины и 6 женщин). По данным переписи 2009 года, в селе проживало 13 человек (6 мужчин и 7 женщин).